# Die Chorsänger (Tschechow)

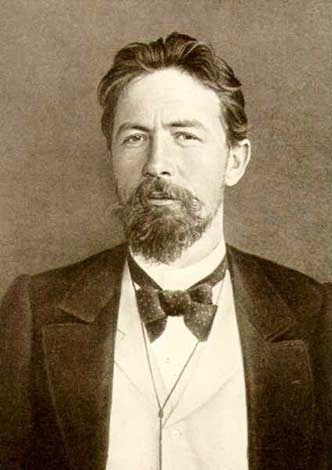
Anton Tschechow

Die Chorsänger (russisch Певчие, Pewtschije) ist eine Kurzgeschichte des russischen Schriftstellers Anton Tschechow, die am 25. Februar 1884 in der Wochenzeitung Oskolki erschien. Die Erzählung beruhe auf Kindheitserinnerungen des Autors. Konstantin Arsenjew bemerkte 1887 im Dezemberheft des Westnik Jewropy, eine Quelle der Komik sprudele in dem kleinen Text aus dem Kontrast zwischen wochenlanger intensiver Probenarbeit des Chors und anschließender bitterer Enttäuschung künstlerischer Erwartungen. Zu Lebzeiten des Autors wurde die Geschichte ins Serbokroatische übersetzt.

## Inhalt
Der Gutsherr Graf Wladimir Iwanytsch wohnt gewöhnlich in Moskau. Nun bringt er Kusma, den Popen des Dorfes Jefremow, mit der Nachricht durcheinander, er wolle seine Besitzung Jefremow gelegentlich aufsuchen. So bittet der Pope den Psalmenleser Alexej Alexejitsch um Einstudierung zweier Chorgesänge anlässlich der bevorstehenden Ankunft des Grafen. Alexej, weiter nichts als ein Kirchendiener, wirkt nebenbei als Gesangslehrer für Knaben, erklärt sich gern bereit, macht aber keinen Hehl aus seiner Furcht vor irgendeiner Quertreiberei seines Feindes. Als letzterer gilt der Diakon Jewlampi Awdijessow. Zum Beispiel hatte Alexej nach einem Streit mit dem Diakon den Kürzeren gezogen und musste auf Geheiß des Propstes zur Strafe zwei Stunden knien.
Alexej übt über zwei Monate mit seinem Kirchenchor, besetzt mit Knaben und Männern. Als dann der Graf endlich aus Moskau eingetroffen ist, bedeutet er dem Diakon in einem ersten Gespräch unter anderen, Chorgesang sollte doch während der Feier seiner Ankunft ohne Umschweife aus dem Programm gestrichen werden. Jewlampi Awdijessow teilt seinem Feind Alexej umgehend genüsslich mit, wie könne Letzterer glauben, ein Atheist wie der Graf höre sich des Langen und Breiten Kirchenlieder an. Darauf neckt der Diakon den zutiefst beleidigten Chorleiter Alexej noch ein wenig. 
Aus zwei Feinden werden endlich Freunde, die ihren Kummer gemeinsam im Suff ertränken wollen. Wie war es dazu gekommen? Unvorsichtigerweise hatte sich der Pope Kusma beim Grafen erkundigt, was dieser von der Stimme des Diakons halte. Der Gutsherr Wladimir Iwanytsch hatte erwidert: „Schreien kann jeder. Beim Menschen ist die Stimme nicht so wichtig wie der Verstand.“

## Verwendete Ausgabe
- Gerhard Dick (Hrsg.), Wolf Düwel (Hrsg.): Anton Tschechow: Gesammelte Werke in Einzelbänden: Die Chorsänger. S. 171–177 in: Gerhard Dick (Hrsg.): Anton Tschechow: Vom Regen in die Traufe. Kurzgeschichten. Aus dem Russischen übersetzt von Ada Knipper und Gerhard Dick. Mit einem Vorwort von Wolf Düwel. 630 Seiten. Rütten & Loening, Berlin 1964 (1. Aufl.)[3]